# مالک بن نبی
مالک بن نبی (عربی: مالك بن نبي؛ ۱ ژانویهٔ ۱۹۰۵ – ۳۱ اکتبر ۱۹۷۳) فیلسوف سیاسی، نویسنده، مدرس، سخنران، ایدئولوگ اهل الجزایر بود و از برجسته‌ترین متفکرین عربی- اسلامی در قرن بیستم است.

## پژوهش‌ها
متفکر الجزایری مالک بن نبی، یکی از پیشگامان فکری رنسانس اسلامی در قرن بیستم است؛ و او را به اعتباری می‌توان ادامه ابن خلدون محسوب نمود، وی یکی از متفکران معاصر است که نسبت به مشکلات تمدن‌ها هشدار داده‌است.
تلاش‌های مالک بن نبی درایجاد یک تفکر اسلامی مدرن و در بررسی مشکلات تمدن‌ها نقش بسزایی داشت چه از لحاظ موضوعاتی که مورد بحث قرار می‌گرفت، و چه از نظر روش اتخاذ شده توسط خود او.
بن نبی اولین پژوهشگری است که ابعاد مشکلات تمدن‌ها را مشخص نمود، و عناصر کلیدی اصلاحات را تعیین کرد، وی همچنین اولین کسی بود که رویکرد خاصی در جستجوی مشکلات مسلمانان بر اساس روانشناسی و جامعه‌شناسی داشت، وی معتقد بود که مسلمانان نیاز دارند تا نتیجه کار و خلاقیت خود را لمس کنند.

## زندگی‌نامه
در ۵ ذی القعده ۱۳۲۳ در قسطنطنیه، شرق الجزایر زاده شد، و در یک خانواده مسلمان محافظه کار بزرگ شد. پدر او یک کارمند احکام قضایی اسلام بود به نحوی که براساس مسئولیتی که داشت به استان تبسه منتقل شد و مالک بن نبی زیرنظر او قرآن می‌آموخت؛ و مدرسه ابتدایی را در یک مدرسه فرانسوی ادامه داد و در سال ۱۹۲۵ پس از چهار سال مطالعه فارغ‌التحصیل شد. او سپس با یکی از دوستانش به فرانسه رفت و پس از بازگشت و کسب تجربه‌های جدید وارد کار شد که مهم‌ترین آن در مارس ۱۹۲۷ در دادگاه آفلو شروع به کار کرد، در این دوره از وضعیت مردم ساده آگاه شد، و ذهنش نسبت به وضعیت کشورش فعال گردید. او پس از اختلاف با یک نویسنده فرانسوی در دادگاه در سال ۱۹۲۸، برای مدتی از سمت خود کناره‌گیری کرد. مالک بن نبی در مطالعه و در سیر تفکرات خیلی عمیق شده بود، و اقدام به نوشتن کتابی دربارهٔ جهان اسلام نمود، او کتاب پدیده قرآن را در سال ۱۹۴۶ منتشر نمود، و سپس در سال ۱۹۶۰ این کتاب به زبان عربی ترجمه شد که دو فصل را به نسخه عربی اضافه نمود. او پس از انقلاب الجزایر در سال ۱۹۵۴ از فرانسه به قاهره نقل مکان کرد، در سال ۱۹۵۶ کتاب تفکر آفریقایی – آسیایی را نوشت و از طرف مشاور سازمان همکاری‌های اسلامی به او اجازه ادامه نوشتن کتاب داده شد. مالک بن نبی پس از استقلال در سال ۱۹۶۳ به الجزایر بازگشت، در سال ۱۹۶۴ به عنوان مدیر کل آموزش عالی منصوب شد، و به سخنرانی و نوشتن ادامه داد، چشم‌اندازهای الجزایر را در همین زمان منتشر نمود و بخش اول از خاطرات خود را نیز منتشر کرد. او در سال ۱۹۶۷ از سمت خود استعفا داد تا تمام وقت به تحقیق در دانشکده اندیشه‌های اسلامی بپردازد. وی به انتشار مقالات زیادی در الجزایر پرداخت، به خصوص با انتشار مقالاتی در زمینه فرهنگ و تمدن و مشکلات جامعه که در سال ۱۹۶۸ در مجله (انقلاب آفریقایی)، منتشر می‌شد، این مقالات بعد از مرگ او در یک کتاب گردآوری شد.
درطی ۱۹۶۸–۱۹۷۳ وی به برخی از دانش آموزانی که به او نزدیک بودند به ویژه کسانی که در وزارت امور مذهبی و اوقاف به کار گرفته شده بودند توصیه می‌کرد تا انجمنهایی برای آموزش ایدئولوژیک نسل جوان در نظر بگیرند.
کتاب‌های بسیاری در مورد تفکر و اندیشه مالک بن نبی منتشر شد، به خصوص توسط کسانی که علاقه‌مند رنسانس و اصلاحات بودند، که در این رابطه عمر کامل مسقاوی دو کتاب وی را به عربی ترجمه کرده‌است.

### رابطه با موسی صدر
موسی صدر در سخنرانی‌های متعدد خود به اندیشه‌های مالک بن نبی به‌ویژه کتاب پدیده قرآنی او ارجاع می‌دهد. همچنین به گزارش مسقاوی، آنان در ژوئن 1971 در لبنان با یکدیگر دیدار داشتند و صدر او را دعوت کرد به ایران سفر کند.

## تألیفات
مالک بن نبی توانست بر روی مهم‌ترین مسائل جهان دست بگذارد و سلسله کتاب‌هایی تحت عنوان مشکلات تمدن‌ها در پاریس، مصر و الجزایر منتشر کرد که بعضی از آن‌ها بقرار زیر است:
- پدیده قرآن ۱۹۴۶.
- عصر رنسانس که در ۱۹۴۸ به فرانسه منتشر شد و در ۱۹۵۷ به عربی انتشار یافت.
- چهره عالم اسلام ۱۹۵۴.
- تفکر آفریقایی-آسیایی ۱۹۵۶.
- برای تغییر
- تولد جامعه و تعدادی دیگر …
- تاملات ۲۰۰۲
- مشکل الثقافه
- بین الرشاد و التیه ۲۰۰۲

## درگذشت

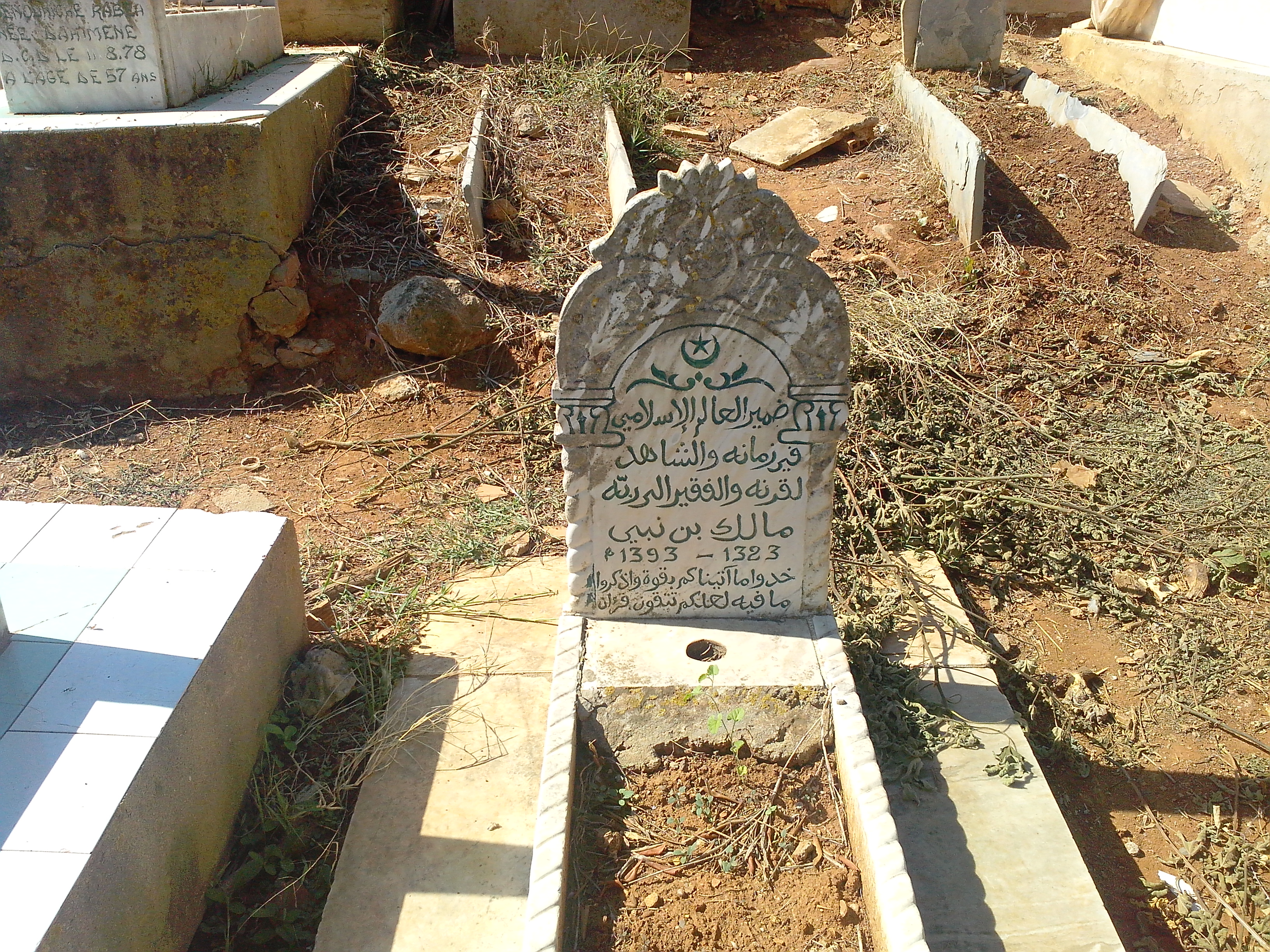
مقبره مالک بن نبی

وی در روز ۳۱ اکتبر ۱۹۷۳ در الجزایر درگذشت درحالی که مجموعه گسترده‌ای از آثار از خود برجای گذاشت. او در آرامگاه سیدی احمد بوقبرین در پایتخت الجزایر دفن شد.